# Perego
Perego (Péregh in dialetto brianzolo, AFI: [ˈpeːrek]) è una frazione di 1 691 abitanti del comune di La Valletta Brianza in provincia di Lecco in Lombardia.

## Storia
La più antica menzione storica del paese si ha in un decreto arcivescovile di Anselmo IV da Bovisio datato 1097, nel quale è citato un certo "Vulielmus da Pelego".
Durante il periodo del Ducato di Milano, Perego fece parte della pieve di San Vittore, divenuta poi pieve di Missaglia. Nel 1373 Bernabò Visconti conferì privilegi particolari agli abitanti di Perego per via della loro fedeltà durante la battaglia contro Amerigo VI di Savoia. Perego disponeva inoltre di un castello dotato di due torri, fatto costruire dai Visconti per controllare la valle di Rovagnate. Nel XVI secolo, Il castello venne conquistato in due occasioni: da daipprima dai soldati di Martino Mondonico, alleato del Medeghino, e poi da quelli di Carlo V d'Asburgo.
Dal 30 gennaio 2015 la comunità di Perego è confluita, insieme a Rovagnate nel nuovo comune di La Valletta Brianza.
Si localizza nel territorio del Meratese.

### Simboli
Lo stemma e il gonfalone erano stati concessi con decreto del presidente della Repubblica del 4 gennaio 1988.
Lo stemma del comune di Perego è derivato, variando alcuni colori, dall'arma della famiglia notabile Perego, signori del luogo. In antichi stemmari l'albero viene individuato come pianta di pero, alludendo al cognome Perego.
Il gonfalone è drappo partito di azzurro e di bianco.

## Monumenti e luoghi d'interesse

### Architetture religiose
- Vecchia parrocchiale di San Giovanni,[11] risalente al 1578, elevata a sede di parrocchia dall'arcivescovo Carlo Borromeo[6].
- Nuova parrocchiale di San Giovanni, completata nel 1927[12]
- Chiesa della Beata Vergine Maria e di San Rocco, risalente alla seconda metà del XVI secolo[13]
- Monastero di Bernaga Superiore,[14] già attestato ai tempi dall'arcivescovo Carlo Borromeo, il quale diede il via ai lavori di costruzione della chiesa del monastero, dedicata a san Gregorio[6]

### Architetture civili
- Palazzo della canonica, risalente alla prima metà del XVI secolo[15]
- Torre del castello di Perego (XI secolo)[16]
- Villa Vercelli[17]
- Casale Galbusera Nera[18]

## Società

### Evoluzione demografica
- 307 nel 1751
- 539 nel 1771 con porzione di Roncaria
- 484 nel 1805
- annessione a Sirtori nel 1809[N 1]
- 357 nel 1853
- 385 nel 1861
- 844 nel 1881 dopo annessione di Bernaga e Cereda l'anno prima
- annessione a Rovagnate nel 1927[N 2]

Abitanti censiti

### Etnie e minoranze straniere
Gli stranieri residenti nel comune sono 140, ovvero l'8,0% della popolazione. Di seguito sono riportati i gruppi più consistenti:
- Marocco, 49
- Romania, 31

## Amministrazione
| Periodo        | Periodo         | Primo cittadino        | Partito                             | Carica  | Note   |
| -------------- | --------------- | ---------------------- | ----------------------------------- | ------- | ------ |
| 1954           | 1976            | Giuseppe Crippa        | N.D.                                | Sindaco | [ 21 ] |
| 1976           | 1983            | Giuseppe Bonanomi      | N.D.                                | Sindaco | [ 21 ] |
| 1983           | 1988            | Augusto Panzeri        | N.D.                                | Sindaco | [ 21 ] |
| 1988           | 6 giugno 1993   | Maria Luisa Crippa     | N.D.                                | Sindaco | [ 21 ] |
| 7 giugno 1993  | 13 maggio 2001  | Gianpaolo Panzeri      | Democrazia Cristiana e lista civica | Sindaco | [ 22 ] |
| 14 maggio 2001 | 3 aprile 2005   | Roberto Vincenzo Rizzo | Centro-destra                       | Sindaco | [ 22 ] |
| 4 aprile 2005  | 28 marzo 2010   | Giorgio Dall'Angelo    | Lista civica                        | Sindaco | [ 22 ] |
| 29 marzo 2010  | 29 gennaio 2015 | Paola Panzeri          | Lista civica - Vivi Perego          | Sindaco | [ 22 ] |